# Cirkelstickning
Cirkelstickning, teknik för att forma behåkupa eller för att sy samman vaddering och tyg i behåkupa, började förekomma 1939. Används även för att forma hattar samt i plagg.